# Chara

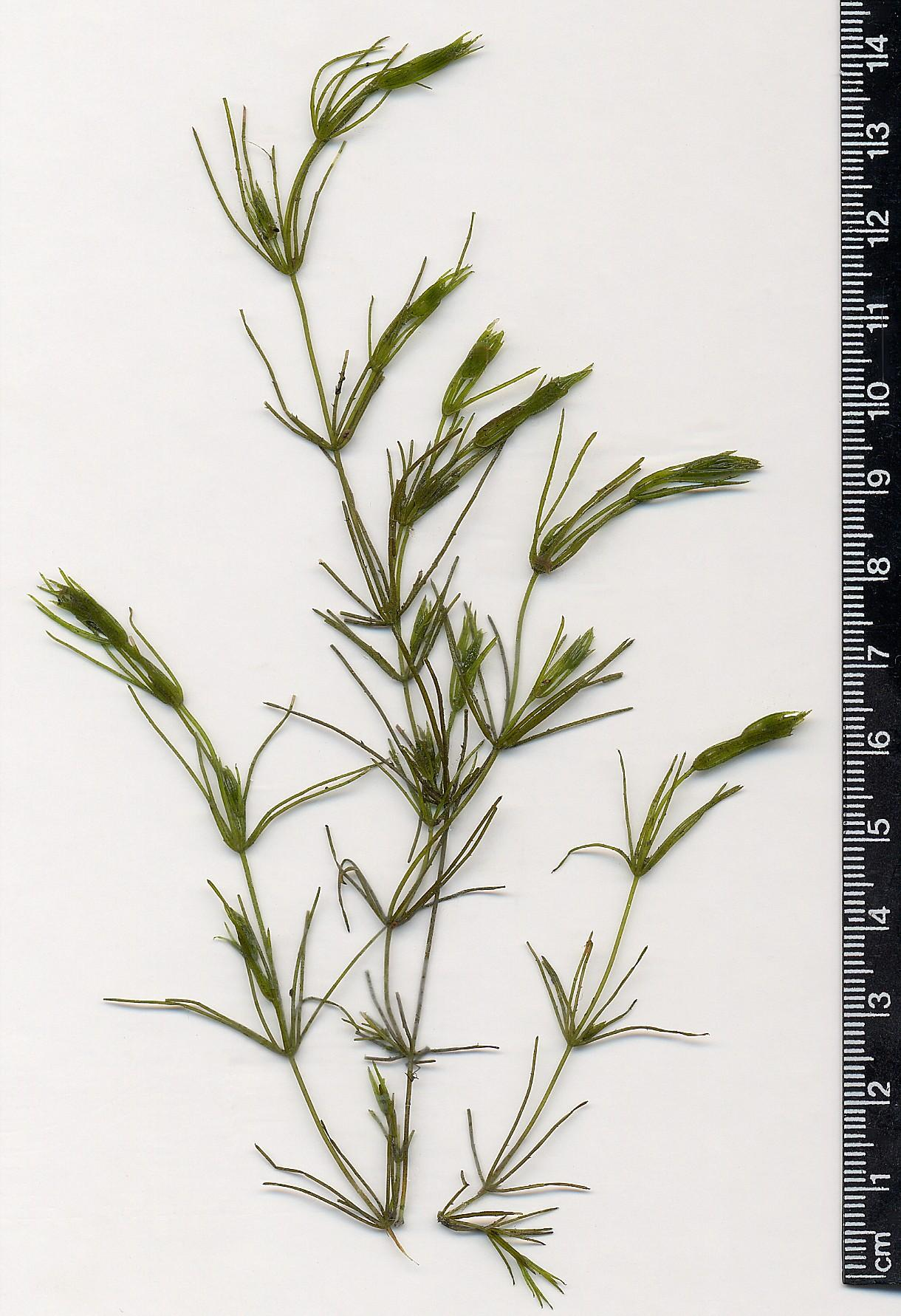
Chara globularis.

Chara é um género de algas verdes pertencente à família Characeae. As espécies deste género são conhecidas pelo nome comum de cara.

## Descrição
As espécies de Chara são algas multicelulares que superficialmente se parecem com as plantas terrestres devido às suas estruturas que se assemelham a caules e folhas. O sistema de ramificação é complexo, com ramos derivados das células apicais que se inserem na base dos segmentos e que formam alternadamente as células ganglionares e internodais.
Estas espécies em geral ocorrem ancoradas no substrato do litoral por meio da ramificação subterrânea dos seus rizoides.
Estas plantas são ásperas ao tacto devido aos depósitos de sais de cálcio que se formam na parede celular. Os processos metabólicos associados com esta deposição dão frequentemente às plantas do género Chara um odor característico e desagradável a sulfeto de hidrogénio.
O corpo da planta é o gametófito, sendo composto por um eixo principal (diferenciado em nós e entrenós), ramos dimórficos (com um eixo longo de crescimento ilimitado e os ramos curtas de crescimento limitado), rizoides (multicelulares com tabiques oblíquos) e estipuloides (estruturas em forma de agulha na base dos ramos laterais secundários).

## Distribuição
As espécies ocorrem em habitats de água doce, especialmente nas zonas de substrato calcário nas zonas temperadas do Hemisfério Norte.

## Espécies
O género Chara inclui as seguintes espécies:
- Chara braunii
- Chara canescens
- Chara contraria
- Chara corallina
- Chara elegans
- Chara excelsa
- Chara fibrosa
- Chara formosa
- Chara fragilis
- Chara globularis
- Chara hispida
- Chara hornemannii
- Chara intermedia
- Chara nataklys
- Chara sejuncta
- Chara virgata
- Chara vulgaris
- Chara zeylanica